# Isla Isabel (Filipinas)
Isla Isabel es una isla habitada en el Océano Pacífico que administrativamente es parte de la provincia de Romblon en las Filipinas. Es parte de barangay Nasunogan en el municipio de Banton. En el censo de 1918, la isla junto con su hermana Isla Carlota constituyó un barrio único denominado "Isla de los Hermanos", con 23 habitantes.